# Професионална гимназия по икономическа информатика „Джон Атанасов“
ПГИИ „Джон Атанасов“ е средно училище в град Търговище, община Търговище. Разположено е на адрес: ул. „Братя Миладинови“ № 42. То е с държавно финансиране. В училището се обучават 530 ученика по 8 специалности в 22 паралелки. Учебно–възпитателният процес в училището се извършва на две смени. От 1998 година насам директор на училището е Георги Димитров Николов.

## История
Училището е основано през 1970 г. като Икономически техникум „Титко Черноколев“. През 1989 г. училището се преобразува в Техникум по икономическа информатика и става единственото по рода си средно икономическо учебно заведение в страната. От 2003 г. училището е професионална гимназия и с решение на Педагогическия съвет избира за свой патрон Джон Атанасов – бащата на съвременния компютър.

## Специалности
- Икономическа информатика
- Икономика и мениджмънт
- Електорнна търговия
- КТТ